# Sítio do Picapau Amarelo (canção)
"Sitio do Picapau Amarelo" é uma canção composta e gravada por Gilberto Gil e também, o tema de abertura da série homônima de Monteiro Lobato.

## História
A canção de Gilberto Gil enaltece os elementos principais da obra de Monteiro Lobato: os personagens, o folclore, a brincadeira das crianças e o sítio de Dona Benta. Gil captou a mistura de fantasia e realidade presente nos livros de Lobato e compôs a música.
Além de uma letra significativa, a canção tem uma batida brasileira, inspirada nos ritmos da Bahia, o que aumenta a sua identificação com a cultura popular. A música ainda sofre influência do reggae e do rock, traço marcante dos trabalhos do cantor.
Gilberto Gil chegou a regravar a música “Sítio do Picapau Amarelo” anos mais tarde. A versão de 1984 ganhou uma ambientação do campo, com alguns sons de passarinho logo na introdução. Para a versão de 2001, a Rede Globo usou a versão lançada em 1994 como faixa bônus do Acústico MTV de Gilberto Gil. A gravação de 2002 recebe uma influência direta dos ritmos eletrônicos, e a de 2003 é tocada em um show ao vivo. Porém, a mais conhecida das versões, é a música de 1994, tocada na série apresentada pela TV Globo em 2001.